# 小山村 (岩手県)
小山村（おやまむら）は、昭和30年（1955年）まで岩手県胆沢郡にあった村。現在の奥州市胆沢小山にあたる。

## 沿革
- 明治8年（1875年）10月17日 - 水沢県による村落統合にともない、小山村のうち本郷が中畑村と合併して古城村となる。
- 明治22年（1889年）4月1日 - 町村制施行にともない、小山村単独で村制施行。
- 昭和30年（1955年）4月1日 - 南都田村・若柳村と合併し、胆沢村となる。

## 行政
- 歴代村長

| 代     | 氏名       | 就任                       | 退任                       | 備考 |
| ------ | ---------- | -------------------------- | -------------------------- | ---- |
| 1      | 小野広明   | 明治22年（1889年）5月14日  | 明治26年（1893年）5月13日  |      |
| 2〜3   | 佐藤信二郎 | 明治26年（1893年）5月14日  | 明治27年（1894年）5月31日  |      |
| 4      | 渡辺哲治   | 明治32年（1899年）4月14日  | 明治34年（1901年）4月19日  |      |
| 5〜6   | 遠藤元治   | 明治34年（1901年）6月1日   | 明治35年（1902年）1月30日  |      |
| 7      | 佐藤信二郎 | 明治37年（1904年）3月30日  | 明治41年（1908年）3月19日  | 再任 |
| 8      | 渡辺哲治   | 明治41年（1908年）4月14日  | 明治43年（1910年）1月15日  | 再任 |
| 9      | 郷古幸之進 | 明治43年（1910年）11月28日 | 明治44年（1911年）3月2日   |      |
| 10     | 佐藤信二郎 | 明治44年（1911年）9月5日   | 大正3年（1914年）11月5日   | 三任 |
| 11〜12 | 五嶋新吉   | 大正4年（1915年）1月18日   | 大正6年（1917年）1月22日   |      |
| 13〜14 | 郷古幸之進 | 大正8年（1919年）12月13日  | 大正12年（1923年）12月18日 | 再任 |
| 15     | 渡辺敏夫   | 昭和6年（1931年）7月1日    | 昭和9年（1934年）11月11日  |      |
| 16〜17 | 伊藤清一   | 昭和9年（1934年）12月26日  | 昭和11年（1936年）1月21日  |      |
| 18〜19 | 佐藤左吉   | 昭和14年（1939年）4月28日  | 昭和18年（1943年）4月27日  |      |
| 20     | 五嶋新吉   | 昭和18年（1943年）5月11日  | 昭和21年（1946年）11月30日 | 再任 |
| 21     | 五嶋太四郎 | 昭和22年（1947年）4月5日   | 昭和29年（1954年）12月31日 |      |